# Глебово (Путятинский район)
Глебово — село в Путятинском районе Рязанской области, входит в состав Путятинского сельского поселения.

## Географическое положение
Село расположено близ автодороги М-5 «Урал» в 4 км на юго-восток от райцентра села Путятино.

## История
Глебово в качестве деревни существовало уже в XVII веке. Церковь Воскресения Бога и Спаса нашего Иисуса Христа построена и освящена была в 1675 году. Вместо обветшавшей Воскресенской церкви в 1774 году поставлена была новая церковь в тоже храмонаименование, при которой придел Казанский был устроен и освящен, как видно из прошения помещика Ивана Трофимова, в 1798 году. Вместо ветхой новая деревянная церковь также с приделом Казанским построена была в 1844 году помещиком Михаилом Федоровичем Нестеровым. Кроме деревянной в селе находилась еще каменная церковь, построенная в 1884 году. 
В XIX — начале XX века село входило в состав Путятинской волости Сапожковского уезда Рязанской губернии. В 1906 году в селе было 95 дворов.
С 1929 года село являлось центром Глебовского сельсовета Шиловского района Рязанского округа Московской области, с 1935 года — в составе Путятинского района, с 1937 года — в составе Рязанской области, с 1963 года — в составе Путятинского сельсовета Шиловского района, с 1977 года — в составе Путятинского района, с 2005 года — в составе Путятинского сельского поселения.

## Население
| 1859 | 1906 | 2010 |
| ---- | ---- | ---- |
| 485  | ↗649 | ↘211 |

## Достопримечательности
В селе расположена недействующая Церковь Обновления Храма Воскресения Христова (1884).